# Ruido cardíaco

Frente del tórax, que muestra las relaciones de la superficie de huesos (línea negra punteada), pulmones (morado), pleura (azul), y corazón (línea roja). La ubicación de los mejores puntos para la auscultación de las válvulas del corazón están etiquetados con "M", "T", "A" y "P".
Primer ruido cardíaco: causado por las válvulas auriculoventriculares mitral (M) y tricuspídea (T).
Segundo ruido cardíaco: causado por válvulas semilunares de la aórtica (A) y de la pulmonar (P).

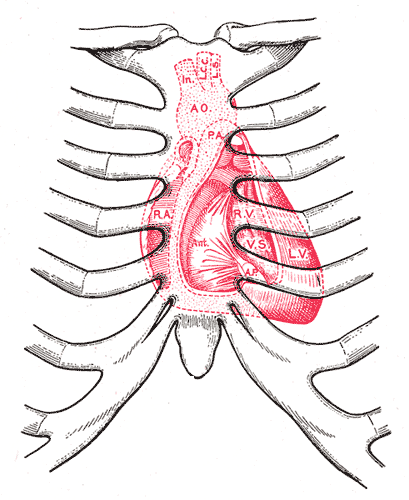
Partes del corazón abierto y visto desde la pared torácica. Ant. Segmento anterior de la válvula tricúspide; A.O. Aorta; A.P. músculo papilar anterior; In. Arteria innominada; L.C.C. Arteria carótida común izquierda; L.S. Arteria subclavia izquierda; L.V. Ventrículo izquierdo; P.A. Arteria pulmonar; R.A. Aurícula derecha; R.V. Ventrículo derecho; V.S. Tabique interventricular.

Los ruidos cardíacos son los escuchados en la auscultación cardíaca. Normalmente son dos ruidos (1º y 2º) separados entre sí por dos silencios (pequeño y gran silencio respectivamente). En algunas ocasiones se puede percibir la existencia de un tercer ruido, y menos frecuentemente un cuarto ruido.
En suma, los ruidos cardíacos se deben a los cierres de las válvulas en el interior de los ventrículos o del comienzo de las grandes arterias y que por su intensidad se propagan a las paredes del tórax; allí el oído los capta como ruidos.

## Primer ruido
Coincide con la iniciación del choque de la punta y corresponde al comienzo de la sístole ventricular. Es más profundo y largo que el segundo y se percibe con más claridad en los focos de la punta. Se llama sístole.
Resulta del cierre de las válvulas mitral y tricúspide (válvulas auricular-ventriculares) y de la apertura de la aórtica y pulmonar (válvulas sigmoideas) además del inicio de la contracción ventricular.
La causa principal reside en que la sangre, impulsada violentamente contra las válvulas auricular-ventriculares, a las que cierra, retrocede contra las paredes del ventrículo, vuelve sobre las válvulas nuevamente, etc; se producen así, vibraciones de la sangre y de las paredes ventriculares que, propagadas, constituyen la base física del primer ruido.
Normalmente, la válvula mitral se cierra discretamente antes que la tricúspide, no percibiéndose ambos componentes por separado, por ser la diferencia de tiempo muy escasa. En circunstancias anormales, puede aumentar esta diferencia y se perciben los dos componentes (desdoblamiento del primer ruido).Otras veces, el cierre se produce con más fuerza, apareciendo un ruido más nítido y puro (refuerzo del primer tono).

## Segundo ruido
Coincide con el comienzo de la diástole ventricular y se percibe con mayor nitidez en los focos de la base cardiaca. Es el resultado del cierre de las válvulas sigmoideas o semilunares (aórtica y pulmonar), y de la apertura de las válvulas auriculoventriculares (tricúspide y mitral).
Al igual que ocurre en el primer ruido, los dos componentes principales de este segundo ruido no son simultáneos en el tiempo, sino que ocurren con un escasa diferencia no perceptible. En condiciones anormales se puede acentuar esta diferencia, percibiéndose entonces separados (desdoblamiento del segundo ruido), esto ocurre porque se retrasa el cierre de la válvula pulmonar. También puede percibirse anormalmente un refuerzo del segundo tono análogamente como ocurre en el primero. 
En situaciones especiales, particularmente en pacientes pediátricos, el desdoblamiento del segundo tono es frecuente y normal. Además, el desdoblamiento normal de T2 puede darse al auscultar pacientes adultos sin cardiopatía, asociándose a la inspiración. La explicación de este fenómeno está en relación con el descenso diafragmático que aumenta la presión intraabdominal (disminuyendo a su vez la intratorácica) y el incremento subsecuente del retorno venoso hacia cavidades derechas. Este aumento de volumen sanguíneo en el ventrículo derecho conlleva un mayor tiempo sistólico y un retraso en el cierre de la válvula.
En caso de estenosis mitral o tricuspidea, podemos percibir la existencia del denominado chasquido de apertura (ruido concomitante con la apertura de las válvulas auriculoventriculares que normalmente no se oyen). Tienen las mismas características que el segundo ruido y se escuchan inmediatamente a continuación del mismo.

## Tercer ruido
Se escucha en algunas ocasiones, generalmente en niños, en los que no suele señalar patología. Se trata de un ruido diastólico que ocurre después del segundo tono y tiene una frecuencia muy baja. Es causado por llenado brusco del ventrículo, debido a una velocidad de flujo aumentada, un volumen de sangre aumentado. Se escucha, por ejemplo, en la insuficiencia mitral, donde el volumen de sangre que vuelve del ventrículo izquierdo hacia la aurícula durante la sístole aumenta el volumen que recibe el ventrículo en la diástole siguiente. Su presencia es incompatible con la estenosis mitral.

## Cuarto ruido
Es mucho menos frecuente y suele tener un significado patológico. Es un ruido presistólico que se escucha antes que el primero normal y se debe a la vibración producida por la contracción auricular contra un ventrículo poco distensible. Generalmente este es el derecho. Es de tono muy bajo y se escucha mejor en el ápex.

## Silencios
Los ruidos cardiacos normales están separados entre sí por silencios:
- Pequeño silencio: entre el primero y el segundo tono. Coincide con la sístole ventricular.
- Gran silencio: entre el segundo y el primero del ciclo siguientes. Coincide con la diástole ventricular.

En circunstancias anormales, estos silencios pueden estar ocupados, hablando entonces de la existencia de un soplo cardíaco.
Existen situaciones en las cuales los ruidos pueden estar disminuidos en su intensidad, ejemplo: un tórax enfisematoso 
- Datos: Q967103
- Multimedia: Audios of human heart / Q967103